# Semarang
Semarang  város Indonéziában, Jáva szigetének északi partján. Jawa Tengah (Közép-Jáva) tartomány székhelye. Lakossága 1,5 millió, elővárosokkal mintegy 2 millió fő volt 2010-ben.
Kikötőváros, ahonnan koprát, cukrot, kávét, gumit, dohányt stb. exportálnak. Jelentős a hajógyártás, gépgyártás, a textilipar, a halászat.

## Fordítás
- Ez a szócikk részben vagy egészben  a   Semarang című angol Wikipédia-szócikk fordításán alapul.  Az eredeti cikk szerkesztőit annak laptörténete sorolja fel. Ez a jelzés csupán a megfogalmazás eredetét és a szerzői jogokat jelzi, nem szolgál a cikkben szereplő információk forrásmegjelöléseként.
- Ez a szócikk részben vagy egészben  a   Semarang című német Wikipédia-szócikk fordításán alapul.  Az eredeti cikk szerkesztőit annak laptörténete sorolja fel. Ez a jelzés csupán a megfogalmazás eredetét és a szerzői jogokat jelzi, nem szolgál a cikkben szereplő információk forrásmegjelöléseként.